# Ancuța Stoenescu
Pour les articles homonymes, voir Stoenescu.
Ancuta Stoenescu, née le 1er janvier 1980 à Timișoara (Roumanie), est une joueuse roumaine de basket-ball.

## Biographie
Elle est médaillée de bronze du Championnat d'Europe féminin de basket-ball des moins de 20 ans 2000 (en).
Elle est membre de l'équipe roumaine de basket-ball à trois qui dispute les Jeux olympiques de Tokyo.